# Paroligoneurus durango
Paroligoneurus durango är en stekelart som först beskrevs av Mason 1969.  Paroligoneurus durango ingår i släktet Paroligoneurus och familjen bracksteklar. Inga underarter finns listade i Catalogue of Life.